# Mostafa Ouezekhti
 (octobre 2019).
Si vous disposez d'ouvrages ou d'articles de référence ou si vous connaissez des sites web de qualité traitant du thème abordé ici, merci de compléter l'article en donnant les références utiles à sa vérifiabilité et en les liant à la section « Notes et références ».
Mostafa Ouezekhti, né à Tanger le 22 octobre 1959 est un employé de banque et un ex homme politique, membre du PRL.
Il est gradué en marketing et en sciences économiques.
Après avoir été élu sur la liste Ecolo aux élections régionales bruxelloises de 1995, il déclare dans une interview donnée au Soir que "J'avais fait une étude de marché des programmes politiques en 1991 et Écolo me permet de m'épanouir sans contrainte"
En cours de mandat, en mars 1998, il passe au Parti réformateur libéral et en devient ainsi le premier mandataire d'origine non-européenne, ce parti n'ayant présenté aucun candidat de cette catégorie aux élections de 1995. Réélu sur la liste PRL-FDF en 1999, il échoue cinq ans plus tard, et quitte la vie politique peu après.
Après sa carrière politique, il est devenu président d'un fonds d'étude de projets de BIO, une société d'investissement impliquée dans la coopération au développement et jette un regard sévère sur la "droitisation" de son ancien parti.

## Sources
1. ↑  Michelle Lamensch, "Quatre conseillers issus de l'immigration ont fait leur entrée au parlement bruxellois. La vie est belge et c'est ici qu'elle se passe", Le Soir, 8 juin 1995
2. ↑  Marc Vanesse, "Mostafa Ouezekhti rejoint le PRL-FDF. Un député Ecolo passe au bleu", Le Soir, 14 mars 1998
3. ↑  Emmanuel Hagry, "Mostafa Ouezekhti", Jeune Afrique, 5 mai 2008
4. ↑  Adrien de Marneffe, « Le premier élu d’origine maghrébine du PRL balance : “Le MR ne soutient pas les candidats issus de l’immigration !” », sur DHnet (consulté le 6 février 2023)